# Automorfisme

Automorfisme d'un grup de Klein, mostrat com un mapeig entre dos grafs de Cayley, una permutació en notació de cicles, i un mapeig entre dues taules de Cayley.

En matemàtiques, un automorfisme és un isomorfisme d'un conjunt matemàtic en si mateix. Altrament dit, un automorfisme és un morfisme bijectiu en si mateix, en què l'invers també és un morfisme. En cert sentit, es tracta d'una simetria de l'objecte, així com una manera de mapejar l'objecte a si mateix preservant tota la seva estructura.
El conjunt dels automorfismes d'un conjunt, amb la llei de composició de funcions, forma un grup amb la identitat com a element neutre. Especialment en contexts de geometria, se l'anomena un grup de simetria.